# Tatyana Samolenko
Tatyana Samolenko-Dorovskikh (Sekretarka, 12 de agosto de 1961) é uma ex-meio fundista soviética e multimedalhista olímpica e mundial. Campeã olímpica dos 3000 metros em Seul 1988, representou a União Soviética, a Equipe Unificada e a Ucrânia, após o fim da URSS, em competições internacionais.

## Carreira
Corredora de 1500 m e 3000 m – prova olímpica substituída pelos 5000 m em grandes eventos internacionais desde o Campeonato Mundial de Atletismo de 1995 em Gotemburgo e os Jogos Olímpicos de Atlanta 1996 – surgiu no cenário internacional de elite em 1986 ao vencer os 1500 m no Goodwill Games  realizado em Moscou e conquistar uma medalha de prata no Campeonato Europeu de Atletismo em Stuttgart, então Alemanha Ocidental, após se tornar campeã nacional soviética.
A partir de 1987 ela tornou-se o grande nome do meio-fundo feminino mundial, conhecida por sua devastadora velocidade final. Neste ano, depois de iniciar vencendo os 800 metros – uma prova mais curta que não costumava correr – da Taça da Europa em cima da recordista mundial Jarmila Kratochvilova em sua própria casa,  foi campeã mundial dos 3000 m  e prata nos 1500 m  em pista coberta no inaugural Mundial Indoor de Indianápolis e conquistou duas medalhas de ouro nos 1500 m e 3000 m do Campeonato Mundial de Atletismo de 1987, em Roma. Isto a transformou na número 1 do ranking internacional do meio-fundo e franca favorita para os Jogos Olímpicos do ano seguinte em Seul.
Antes de Seul 1988 os especialistas especulavam se Samolenko poderia repetir nos Jogos as exibições que tinha dado no ano anterior. Esta dúvida provinha do fato que entre as duas temporadas ela tinha disputado muito poucas provas, apesar de ter sido imbatível nas três provas de 3000 m que disputou no período. Na final em Seul, ela enfrentou o grande nome dos EUA no meio-fundo, Mary Decker, que puxou a prova até os 1000 m num ritmo de recorde mundial. Mesmo com a saída da americana mais à frente, o ritmo continuou extremamente forte, mas Tatyana, mais conhecida por vencer provas do que fazer tempos excepcionais, continuou liderando junto à romena Paula Ivan, um das corredoras de chegada mais forte do circuito. Faltando 300 m para o final, Ivan desgarrou-se do grupo com um sprint de velocista mas não foi suficiente; na reta de chegada foi ultrapassada por Samolenko, que conquistou a medalha de ouro em 8:26.53, sua melhor marca por mais de 9s, recorde olímpico e a terceira melhor marca de todos os tempos. Seis dias depois Samolenko e Paula Ivan voltaram a se enfrentar, desta vez nos 1500 metros. A romena fez uma prova inesquecível, disparando na última volta e vencendo com 3:53.96, um recorde olímpico tão expressivo que permanece até Londres 2012; mesmo assim, Samolenko ainda conquistou a medalha de bronze, em 4:00.30.
Com a carreira então no auge, ela se retirou das pistas após os Jogos, casando-se com o marchador soviético Viktor Dorovskikh e tendo um filho, Nicolai, em janeiro de 1990. Em 1991 voltou às pistas, competindo com o sobrenome de casada, Dorovskikh, e logo no primeiro evento internacional de grande porte mostrou que a semi-aposentadoria não a tinha afetado. No Campeonato Mundial de Atletismo de Tóquio, no Japão, conquistou a medalha de ouro os 3000 m, sagrando-se bicampeã mundial desta prova e a de bronze nos 1500 metros.
Samolenko chegou a Barcelona 92 como o maior nome das corridas de meio-fundo femininas, campeã olímpica e campeã mundial reinante dos 3000 m e com outras medalhas nos 1500 m. Como nos anos anteriores, vinha de poucas corridas na temporada, pois preferia guardar-se para as grandes competições. Estes foram os Jogos Olímpicos imediatamente posteriores ao esfacelamento da União Soviética e os países que haviam integrado esta união de nações agora se apresentavam juntos sob a bandeira da Equipe Unificada da CEI – Comunidade dos Estados Independentes, e foi por ela que Samolenko disputou suas últimas Olimpíadas.
Na final dos 3000 m ela correu até os últimos metros ao lado da compatriota Yelena Romanova, do mesmo modo que no Mundial de Tóquio, no ano anterior. Mas em Barcelona o resultado se inverteu e foi Romanova quem levou o ouro olímpico, com Samolenko ficando com a medalha de prata. Cinco dias depois, ela disputou os 1500 m e apesar de fazer o melhor tempo de sua carreira nesta distância, 3:57.92, ficou apenas em quarto lugar, numa das provas de 1500 m mais rápidas da história, em que as sete primeiro colocadas fizeram seus melhores tempos da carreira.
Depois de abandonar as pistas, passou a trabalhar como professora de escola secundária na cidade de Zaporizhzhya, na Ucrânia.